# Antoniewo (powiat czarnkowsko-trzcianecki)
Antoniewo – wieś w Polsce położona w województwie wielkopolskim, w powiecie czarnkowsko-trzcianeckim, w gminie Lubasz.
W latach 1975–1998 miejscowość administracyjnie należała do województwa pilskiego.